# Leecher
Un leecher (del inglés leech, sanguijuela) es la denominación que se le ha dado en foros de Internet a ciertos usuarios que se caracterizan por hacer uso de los recursos aportados por los demás sin agradecer ni hacer ningún aporte a la red en cuestión (foros de descarga directa, programas P2P, etcétera). A veces también se considera leecher a quien hace un aporte puntual o muy pequeño.

## Redes P2P
En el caso específico de las redes P2P, donde cada usuario es receptor y emisor de los recursos, estos usuarios únicamente pretenden obtener archivos sin aportar ningún contenido a la red o comunidad de la que son miembros, o minimizando el aporte. No obstante, algunos leechers suelen rechazar la filosofía P2P, prefiriendo otras formas de intercambios de archivos, como el P2M, y la descarga directa.

## Motivos
Los motivos que convierten a un usuario en leecher pueden ser diversos, entre ellos se destacan:
- Falta de tiempo para compartir archivos. Algunos usuarios, sin embargo, sí agradecen o votan a quienes comparten, a pesar de no aportar contenido descargable.
- Velocidad de conexión baja. Esto se debe a que, al ser asimétricas las conexiones a Internet actuales, en algunos casos la velocidad de subida no es suficiente para poder aportar a la red archivos de cierto tamaño.
- La lentitud, mal funcionamiento o desconocimiento de uso correcto de programas de P2P.
- No existe el anonimato, ya que cualquiera puede ver la dirección IP desde donde se realiza la conexión al compartir el torrent.

## Otros significados
En el protocolo BitTorrent, el significado de leecher es más amplio y se refiere a usuarios que no tienen un archivo completo, estén descargándolo en ese momento o no. Igualmente, cuando un usuario accede a un foro de tareas y copia y pega contenidos en documentos propios, se convierte automáticamente en un leecher por copiar contenido del foro y no aportar ninguno a cambio.